# Deportivo Sindicato Único de Obreros Organizados
Deportivo Sindicato Único de Obreros Organizados, abgekürzt S.U.O.O., war ein professioneller Fußballklub aus Cuautitlán Izcalli, einer Gemeinde im mexikanischen Bundesstaat México. Der Klub repräsentierte die weiterhin aktive Fußballschule des Sindicato Único de Obreros Organizados.

## Geschichte
Das Fußballschulungszentrum S.U.O.O. war zwischen 1979 und 1993 mit seiner ersten Mannschaft für insgesamt zehn Spielzeiten in der seinerzeit noch zweitklassigen Segunda División vertreten. Nach dem Abstieg von 1984 kehrte S.U.O.O. drei Jahre später durch den Gewinn der drittklassigen Segunda División 'B' in die Segunda División zurück, in der die Mannschaft mit Ausnahme der Spielzeit 1990/91 bis zum Sommer 1993 vertreten war. 
Mittlerweile konzentriert die S.U.O.O. sich auf den Jugendfußball und ist mit ihrer A-Jugendmannschaft in der regionalen Cuarta División, der höchsten Amateurliga unterhalb der vierstufigen Profi- und Halbprofiligen, vertreten. Neben dem Turnierbetrieb unternimmt die Nachwuchsmannschaft der S.U.O.O. eine Reihe von Freundschaftsspielen gegen Nachwuchsmannschaften höherklassiger Vereine.

## Erfolge
- Meister der Segunda División 'B': 1986/87